# Hebert Conceição
Hebert Conceição est un boxeur brésilien né le 28 février 1998.

## Carrière
Sa carrière amateur est principalement marquée par une médaille de bronze remportée aux championnats du monde 2019 dans la catégorie moyens.

## Palmarès

### Jeux olympiques
- Médaille d'or en -75 kg en 2021 à Tokyo, Japon

### Championnats du monde
- Médaille de bronze en -75 kg en 2019 à Iekaterinbourg, Russie

### Jeux panaméricains
- Médaille d'argent en -75 kg en 2019 à Lima, Pérou.